# Powers (Fernsehserie)
Powers ist eine US-amerikanische Fernsehserie, welche auf den Powers-Comics von Brian Michael Bendis und Michael Avon Oeming basiert. Die Serie feierte am 10. März 2015 ihre Premiere bei PlayStation Network, dessen erste Eigenproduktion sie ist.
Im Mai 2015 wurde eine zweite Staffel bestellt, die erneut 10 Episoden umfassen wird. Am 3. August 2016 wurde bekanntgegeben, dass die Serie abgesetzt wird.

## Inhalt
In einer Welt, in der normale Menschen und Menschen mit Superkräften existieren, ermittelt der ehemalige Superheld Christian Walker mit seiner Partnerin Deena Pilgrim, in Mordfällen, welche mutmaßlich durch Superkräfte herbeigeführt wurden. Ihm selbst wurden seine Kräfte entzogen, weshalb er seine Erfahrungen für die Mordkommission einsetzt.

## Besetzung und Synchronisation
Die deutsche Synchronisation der Serie entsteht bei der Berliner Synchron GmbH Wenzel Lüdecke.
| Schauspieler    | Charakter              | Synchronsprecher  |
| --------------- | ---------------------- | ----------------- |
| Sharlto Copley  | Christian Walker       | Jaron Löwenberg   |
| Susan Heyward   | Deena Pilgrim          | Friederike Walke  |
| Max Fowler      | Krispin Stockley       | Till Völger       |
| Olesya Rulin    | Calista Secor          | Julia Stoepel     |
| Noah Taylor     | Johnny Royalle         | Peter Flechtner   |
| Adam Godley     | Captain Emile Cross    | Oliver Siebeck    |
| Michelle Forbes | Janice, aka Retro Girl | Heide Domanowski  |
| Logan Browning  | Zora                   | Esra Vural        |
| Eddie Izzard    | „Big Bad“ Wolfe        | Thomas Nero Wolff |

## Auswertung auf DVD/BluRay
- die komplette erste Staffel erschien in Deutschland am 24. September 2015[9]